# 阿纳托利·叶夫根尼耶维奇·卢基扬诺夫
阿纳托利·叶夫根尼耶维奇·卢基扬诺夫（俄语：Анатолий Евгеньевич Лукьянов，1948年10月28日—2021年4月23日），男，俄罗斯汉学家，中国哲学和文化史专家。俄罗斯科学院远东研究所中国文化研究中心主任。

## 经历
1948年生。伊万诺沃人。1978年毕业于莫斯科国立大学哲学系，之后在俄罗斯人民友谊大学任教。1988年升任副教授。1991年以一篇关于道教的论文获得全博士学位。1997年开始在俄罗斯科学院远东研究所工作。曾完成或共同完成俄译本《诗经》、《周易》、《论语学习》等，并作为副主编主持编纂出版6卷本《中国精神文化大典》。
2014年作为“孔子新汉学计划”理解中国访问学者到四川大学访学，与中方共同倡议并建立四川大学俄罗斯科学院远东所中俄文化研究中心。

## 荣誉
- 《中国精神文化大典》获2010年俄羅斯聯邦國家獎。
- 2019年入选“中俄互评人文交流领域十大杰出人物”[2]。